# Szemiózis
A szemiózis a szemiotikában a jelek létrejöttének folyamata (jeladás és jelvétel).
Veleszületett képesség a jelek létrehozására és megragadására. Agyi tevékenység, amely irányítja és ellenőrzi a jelalkotást és jelmegragadást az egyszerű fiziológiai szignáltól kezdve a nagyon bonyolult szimbólumig.